# Клаузен, Альф
Альф Хе́йберг Кла́узен (англ. Alf Heiberg Clausen; 28 марта 1941, Миннеаполис, Миннесота — 29 мая 2025, Лос-Анджелес, Калифорния) — американский композитор кино и телевидения. Он наиболее известен своей работой над сочинением музыки многих эпизодов мультсериала «Симпсоны», для которого он был единственным композитором в период с 1990 по 2017 год. Клаузен написал оркестровую музыку к более чем 30 фильмам и телешоу, включая «Детективное агентство «Лунный свет»», «Голый пистолет», «Альф» и «Феррис Бьюллер берёт выходной». Клаузен получил почётную докторскую степень в области музыки в музыкальном колледже Беркли в 1996 году.

## Ранняя жизнь, семья и образование
Клаузен родился в Миннеаполисе, Миннесота, и вырос в Джеймстауне, Северная Дакота. Клаузен интересовался музыкой с юного возраста. Он считал композитора Генри Манчини одним из своих героев; его книга «Sounds and Scores» (с англ. — «Звуки и партитуры») вдохновила его. Он начал играть на валторне и пианино в седьмом классе; и он пел в своём школьном хоре. Он научился играть на бас-гитаре, перестал петь, потому что хор собирался одновременно с группой.
Изучал машиностроение в Университете штата Северная Дакота, но, вдохновившись своим кузеном-пианистом, переключил свою специальность на теорию музыки. Там Клаузен прошёл заочное обучение в Бостонском музыкальном колледже Беркли по сочинительству джаза и биг-бэндов. Он продолжал учиться в Висконсинском университете в Мадисоне, чтобы получить степень магистра, но ушёл, так как ему не нравилось это место, особенно то, что, по его мнению, было «антиджазовым» отношением. Позже он учился в Беркли и получил диплом по аранжировке и композиции в 1966 году. Клаузен был первым валторнистом, который когда-либо посещал колледж, и принимал участие во многих ансамблях; он также присутствует в некоторых альбомах «Jazz in the Classroom».

## Карьера

### «Симпсоны»
По завершении телесериала «Альф» Клаузен был безработным в течение семи месяцев. Друг Клаузена предложил его продюсеру мультсериала Fox «Симпсоны», который искал нового композитора. Клаузен «не интересовался анимацией» и «хотел быть композитором драмы». Однако после разговора с создателем шоу Мэттом Грейнингом. Клаузен взял на себя эту работу. Первым эпизодом Клаузена был «Treehouse of Horror», третий эпизод второго сезона в 1990 году. Это послужило прослушиванием, и после этого он был нанят на постоянной основе. С тех пор он сочинил почти всю музыку и песни, которые появлялись в шоу, в широком диапазоне музыкальных стилей до конца двадцать восьмого сезона.
30 августа 2017 года, после 27 лет сочинения музыки для «Симпсонов», выяснилось, что Клаузен был уволен из шоу с предположениями, что причины этого решения были в значительной степени финансовыми. Его последняя полная музыка была в эпизоде «Dogtown». Однако после новостей об уходе Клаузена продюсеры шоу заявили, что он «продолжит играть постоянную роль в шоу». Начиная с двадцать девятого сезона, сочинение музыки взяли на себя Bleeding Fingers Music, а Клаузен указан как «Composer Emeritus» (с англ. — «Заслуженный композитор»). Последний эпизод, в титрах которого Клаузен указан как композитор: «Whistler's Father».
5 августа 2019 года Клаузен объявил, что подаёт в суд на Fox Network за его удаление из шоу, заявив, что он был уволен из-за эйджизма.

## Личная жизнь
Сын Клаузена Скотт также является композитором.
В апреле 2020 года Клаузен сообщил, что у него диагностирована болезнь Паркинсона. Он умер у себя дома в Лос-Анджелесе, штате Калифорния, от прогрессирующего надъядерного паралича, 29 мая 2025 года, в возрасте 84 лет.